# 人民導報
《人民導報》為戰後於臺灣臺北發行的報紙，於1946年1月1日創刊。1947年3月，該刊因批評國民政府及報導二二八事件，遭國民政府停刊，主筆及記者多名亦於該事件受害。
於政治生態被歸類於左派刊物之《人民導報》有兩大特點。其一是副刊刊行之新詩、散文及小說，於中國大陸製作主筆，再寄回臺灣刊登。其二則是自發行後即對剛接收臺灣的中華民國國民政府嚴加批評，並對戰後初期之臺灣社會亂象批判歸咎於陳儀領導之臺灣省行政長官公署。

## 背景

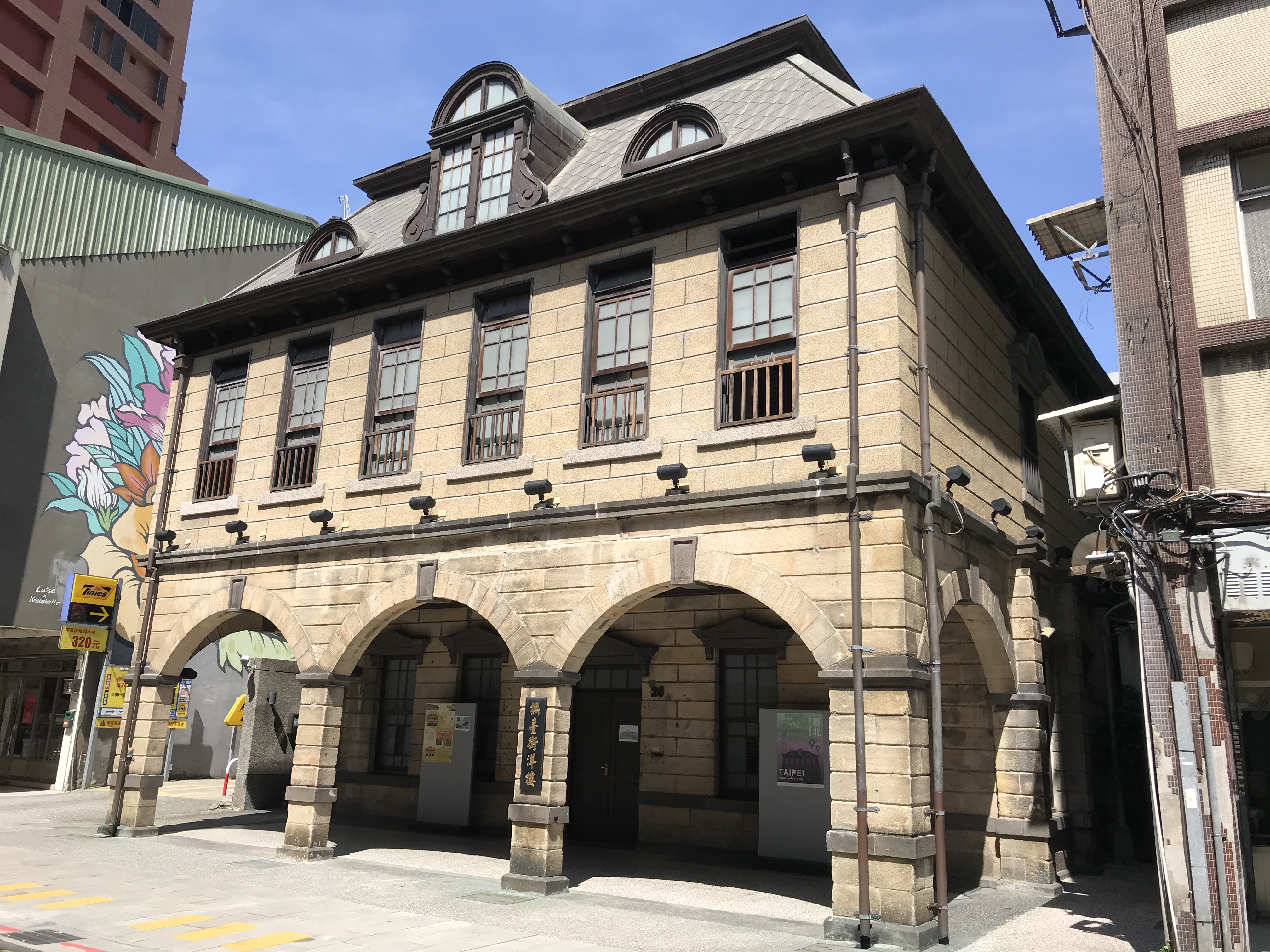
報社原址

1945年8月，二戰結束，由於日本戰敗，臺灣日治時期結束，臺灣由中華民國接管。1945年10月，臺灣終由中華民國國民政府轄下的臺灣省行政長官公署於二個月內倉促接收。因接收行政事務瑣碎，臺灣省行政長官公署無暇顧及報業登記與管理工作，加上政治生態丕變，臺灣民間因而興起一波辦報熱潮。
除了政治因素外，戰後臺灣民營報紙陸續創刊，也肇因於日本政府所屬臺灣總督府及50萬離臺日本人所留下之印刷業資源。除此，義務教育興盛的臺灣擁有一定閱報人口及記者、編輯人員，也是熱潮維繫主因之一。
在此軟硬體配合下，1945年10月至翌年2月間，臺灣報紙不含官營及半民營，純粹民營報紙計有《民報》、《人民導報》、《大明報》、《中外日報》、《重建日報》、《民聲日報》、《自由日報》、《自由晚報》、《興台日報》、《國聲報》、《東台日報》等等。其中，民營最大報《民報》銷售量最多可達七萬份。
身為台灣十數份官民營報紙之一的《人民導報》，雖報量與影響力不如官方第一大報《台灣新生報》或民營第一大報《民報》，卻是唯一的左派報紙。

## 組織團隊
《人民導報》社內領導團隊為鄭明祿、王井泉、宋斐如、王添灯，編輯記者為包括蘇新、白克、陳文彬、夏邦俊、吳克泰、周青、呂赫若、楊毅、黃榮燦等。除少數副刊編輯者外，無論行政或編輯團隊成員均為臺籍知名知識分子。其中的蘇新、吳克泰則為前台灣日治時期的日本共產黨台灣民族支部（即台灣共產黨）成員。
其中，擔任前後發行人職務者為鄭明祿及王井泉，前後期社長為宋斐如及王添灯，另外報刊編輯人員為蘇新、白克、楊毅、黃榮燦，總主筆則為陳文彬。而吳克泰、周青、呂赫若則為報社記者。團隊中最引人注目的就是留學北京大學的臺籍人士宋斐如，因為具有左派思想的他不但擔任《人民導報》社長，亦是臺灣省行政長官公署教育處副處長，而此官職為百位署內中高級官員中唯一臺籍人士。

## 辦報精神與言論
剛脫離日治的臺灣，報紙多設有日語版以便民眾閱讀，《人民導報》全份亦有包含日語創作版的四大版。其中，除漢文文學創作為主的副刊外，其他三版內容多為針砭臺灣政經時勢。正如報紙名稱的「人民」而言，《人民導報》具有以臺灣民眾為主體的主旨。辦報精神則為督促政府「洞悉民意、認識民情、知所採擇、知所改革」，並以「報導民間不受注意的反應與要求」為最高辦報目的。
在此情況下，《人民導報》陸續出現批評時政的社論或報道。例如：
- 「這個月來，米價由十幾元漲至三十幾元，不但飛漲得驚人，而且自前日起無處購買……」
- 「半年前，筆者尚未來台，就聽到朋友們說：『台灣平疇綠野，工商發達，人民無凍餒之虞，街上看不見一個乞丐，真是金銀島一般。』可是今日的台灣已是如何的台灣呢？不但街上看見了乞丐，而且劫案疊出…。」
- 「昏庸糊塗……把台胞當作敵寇者……祖國對台胞之獨絲毫沒有責任感與自咎心，卻反而把五十年來敵人所加給台胞的無情壓榨與威脅，成了台胞「犧牲」的不可洗滌的烙印！…請在台省之非台籍官吏、人民全部退出……」

除特別重視臺灣人民需求外，該報亦為戰後初期於臺灣唯一左派報紙。會有此編輯方向，與總編輯蘇新為活躍台共分子最有連帶關係。另外，宋斐如、黃榮燦社會主義傾向也有關係。因此，《人民導報》於報道國共內戰新聞，從不用共匪、匪軍等字眼稱呼中國共產黨或中國人民解放軍，另外也以暗示方式報道解放軍於國共內戰中漸漸取得優勢的消息。

## 遭國民政府查封
《人民導報》因真實報導臺灣戰後初期社會之政經混亂深受肯定，但同時亦因報導內容觸及了國民政府統治威信。1947年3月間，該報隨即於二二八事件之整肅中，被臺北綏靖區司令部以「思想反動、言論荒謬、詆毀政府、煽動暴亂之主要力量」為由查封停刊。約略同時，多位社內成員除逃離臺灣外，皆幾遭國民政府政治迫害；其中如宋斐如、王添灯、黃榮燦等更遭臺灣軍警處決，蘇新等人逃往香港。